# Ladislaus Philipp von Österreich

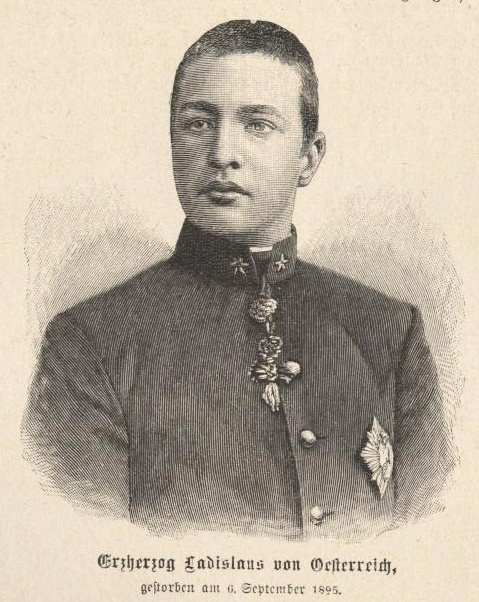
Erzherzog Ladislaus Philipp, als Offizier, mit dem Orden vom Goldenen Vlies und dem Großkreuzstern des Weißen Adler Ordens

Erzherzog Ladislaus Philipp von Österreich, voller Vorname Ladislaus Philipp Maria Vincenz (ungarisch Habsburg–Lotaringiai László főherceg, * 16. Juli 1875 in Alcsút, Ungarn; † 6. September 1895 in Budapest) war ein Prinz des Hauses Habsburg-Lothringen und Offizier der k.u.k. Armee, der auf tragische Weise zu Tode kam.

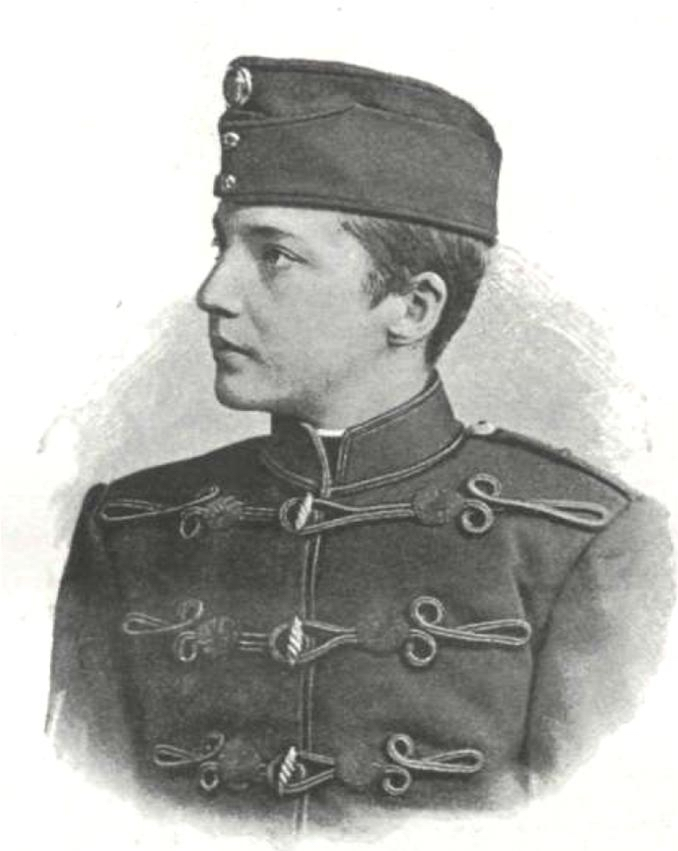
Erzherzog Ladislaus Philipp, 1893

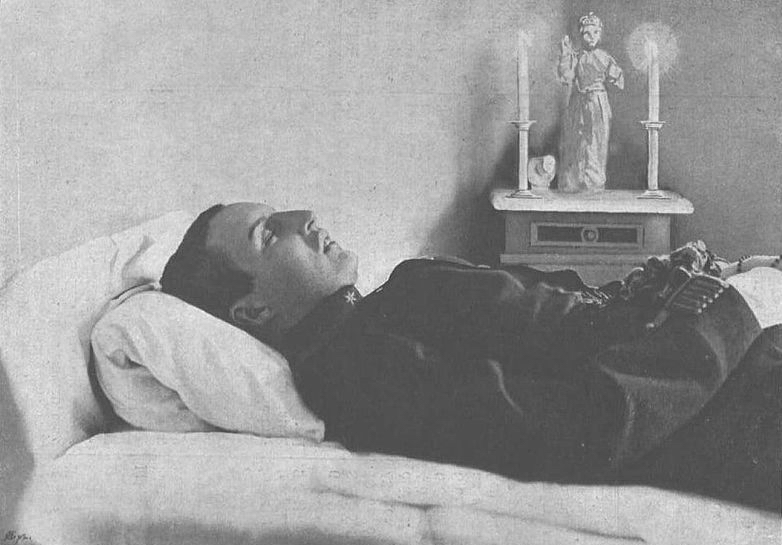
Erzherzog Ladislaus Philipp

## Leben

### Familie
Der Prinz entstammte dem ungarischen Zweig des Hauses Habsburg-Lothringen, der auf Erzherzog Joseph Anton, Palatin von Ungarn zurückging. Erzherzog Ladislaus (ung. László Fülöp) war der Sohn Joseph Karl Ludwigs von Österreich (1833–1905) sowie seiner Gemahlin Clotilde von Sachsen-Coburg und Gotha (1846–1927). Margarethe Klementine von Österreich, spätere Fürstin Thurn und Taxis, sowie der Feldmarschall Joseph August von Österreich (1872–1962), gehörten zu seinen Geschwistern.
Er wuchs mit seinen Geschwistern im Schloss Alcsút auf und verbrachte den größten Teil seiner Kindheit in Ungarn. Betreut wurden die Kinder von Mary Holdházy. Aufgrund einer Magenschwäche war er gezwungen als Privatschüler zu Studieren. Nach längere Zeit ohne Beschwerden konnte er 1892 seine militärische Laufbahn beginnen.

### Militär
Unter dem persönlichen Erzieher Major Heinrich Himmel von Agisburg (1843–1915), späterem Generalmajor, katholischem Aktivisten und Wallfahrtsorganisator, erhielt Erzherzog Ladislaus seine Militärausbildung beim k.u.k. Ungarischen Infanterie Regiment Nr. 6. Dann avancierte er mit Versetzung ins k.u.k. Ungarische Infanterie Regiment „Erzherzog Joseph“ Nr. 37 zum Leutnant. Der Prinz trug das Großkreuz des serbischen Weißen Adler Ordens und war seit 1895 der 1112. Ritter des österreichischen Ordens vom Goldenen Vlies.

### Unfalltod
Wie die meisten Adeligen seiner Zeit war Erzherzog Ladislaus ein begeisterter Jäger. Am 2. September 1895 jagte er Wildschweine und Wildkatzen im Wald bei Arad mit seinen Begleiter Adolf Libit (Gutsverwalter von Alcsút) und Frank Szkallák (Förster) und dem Stuart Marek. Als er eine Wildkatze angeschossen hatte, wollte er sie mit einem Schlag seines Gewehrkolbens töten. Hierbei blieb der Abzugshahn an einem Ast hängen und es löste sich ein Schuss, der den Prinzen in den rechten Oberschenkel traf. Durch den Treffer aus nächster Nähe zersplitterte der Oberschenkelknochen und Stoffteile drangen tief in die Wunde ein. Nach der Erstversorgung durch den herbeigeholten Kreisarzt wurde der Prinz nach Kisjenő ins Krankenhaus transportiert. Die Eltern trafen am nächsten Tag ein, bereit ihren Sohn zum medizinischen Professor in Budapest zu überführen.
Mit dem Krankenwagen wurde er zum Bahnhof Keleti in Arad transpondiert. Für die Reise nach Budapest-Kelenföld wurden dem Personenzug der Königlich Ungarischen Staatsbahnen extra drei Salonwagen angehängt.
Man verbrachte ihn in das Budapester Elisabeth Hospital (heute Országos Sportegészségügyi Intézet). Am 5. September stellte sich dort eine Knochenmarkentzündung und Wundbrand ein, woran Erzherzog Ladislaus am nächsten Tag, im Alter von 20 Jahren verstarb. Der Jesuitensuperior Pater Jakob Schäffer, der ihm die Sterbesakramente erteilte, konstatierte, der Erzherzog sei sehr tapfer und gefasst gestorben, u. a. habe er mit letzter Kraft lächelnd gesagt: „Ich fürchte mich nicht, ich kehre freudig ein zu meinem Gott.“ Er wurde bestattet in der Gruft der Palatine im Burgpalast von Budapest.

## Rezeption
Der tragische Unfalltod des jungen Erzherzogs beschäftigte die Öffentlichkeit und rief ein weltweites Presseecho hervor. Ein Nachruf in der australischen Zeitung „The Capricornian“ , Rockhampton, vom 2. November 1895 beschreibt den Prinzen als  „liebenswert, intelligent und gutherzig“ , ähnliches konstatiert ein Nachruf in der Illustrierten  „Die katholische Welt“ , Nr. 2, 1896, Mönchengladbach.
Der mit Vorsicht zu verwertende, preußische Diplomat Philipp zu Eulenburg beschreibt Erzherzog Ladislaus in seinen Erinnerungen als einen zwar gutmütigen, aber „gottvoll dämlichen“ Jungen und spottet über seine ungarische Prägung bzw. seine behäbige deutsche Sprache mit stark ungarischer Färbung. Diese Charakterisierungen dürften weitgehend übertrieben und seiner Verachtung alles Nicht-Preußischen zuzuschreiben sein. Auch nennt er als Todesursache einen selbstverschuldeten Herzschuss, was keineswegs den Tatsachen entspricht.
Der Vater von Erzherzog Ladislaus schenkte sein Schloss in Piliscsaba dem Lazaristenorden und gründete dort 1898, im Gedenken an seinen verstorbenen Sohn, ein Kloster.